# Grand Theatre (Shanghai)

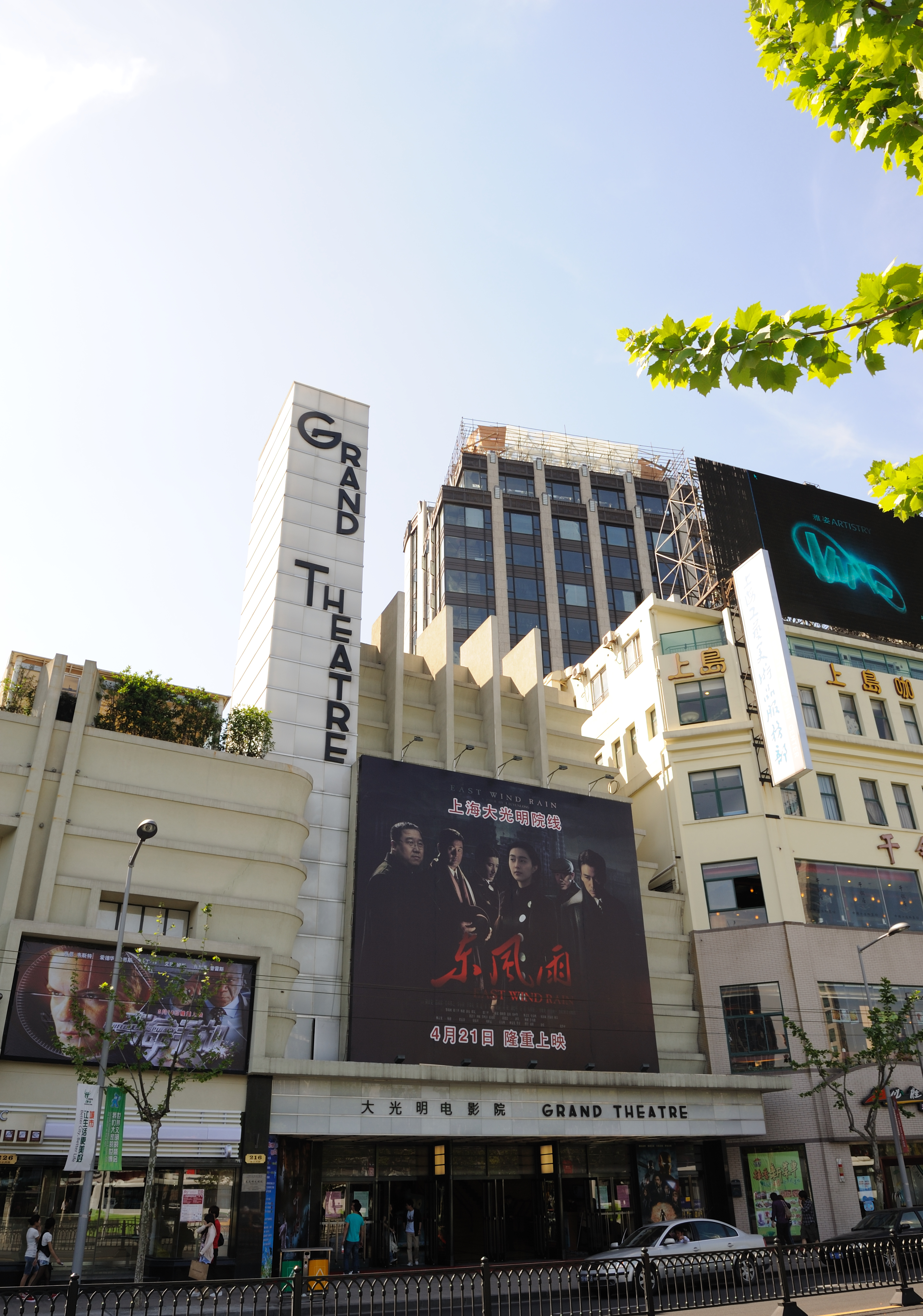
Außenansicht des Grand Theatre, 2010

Das Grand Theatre (chinesisch: 大光明电影院; pinyin: Dàguāngmíng Diànyǐngyuàn), bekannt auch als Grand Cinema, ist ein historisches Lichtspieltheater in Shanghai, 216 Nanjing Road West, im Stadtteil Huangpu.

## Geschichte und Ausstattung
Das Gebäude wurde von dem ungarischen Architekten László Hudec (1893–1958) im Stil des Art déco entworfen und 1933 eingeweiht. Von Hudec stammt auch das berühmte Park Hotel Shanghai, 170 Nanjing Road West, das im Jahr darauf eröffnet wurde.
Die Eröffnung des Kinos war ein großes Ereignis in Shanghai, an dem zahlreiche Prominente teilnahmen, darunter Mei Lanfang, einer der berühmtesten Darsteller der traditionellen Peking-Oper.
Lange Zeit galt es als „bestes Kino des Fernen Ostens“ und verfügte bereits in seiner Blütezeit über modernste Technik. So war auf jedem Platz ein Übersetzungssystem installiert, mit dessen Hilfe das chinesische Publikum fremdsprachige Filme – über Ohrhörer – in Simultanübersetzungen genießen konnte.
Bemerkenswert ist auch die erlesene Ausstattung mit italienischem Marmor und beleuchteten Stuckarbeiten.
Vorübergehend diente das Kino auch als Konzertsaal, insbesondere für das Shanghai Symphony Orchestra. Das Orchester brachte hier am 14. April 1936 unter der Leitung von Mario Paci die 9. Sinfonie von Ludwig van Beethoven zur chinesischen Erstaufführung.

## Renovierung
Seit 1989 steht das Gebäude unter dem Schutz der Stadtverwaltung und trägt ein entsprechendes Hinweisschild in Chinesisch und Englisch („Monument under the Protection of Shanghai Municipality“). 2008 wurde es für 120 Millionen Yuan umfangreich renoviert. Dabei wurde es unter Beibehaltung der historischen Bausubstanz um fünf kleine Kinosäle und eine VIP-Lounge erweitert. Seit dem 15. Juli 2019 ist das Kino 24 Stunden durchgehend geöffnet. Es verfügt heute über 1.900 Sitzplätze.
Das Grand Theatre ist nicht zu verwechseln mit dem Shanghai Grand Theater, dem 1998 eröffneten Schauspiel- und Opernhaus in Shanghai.